# گالمرسگارتن
گالمرسگارتن (به آلمانی: Gallmersgarten) یک شهر در آلمان است که در نوی‌شتات واقع شده‌است. گالمرسگارتن ۸۱۱ نفر جمعیت دارد.